# دیگو چاوز
دیگو چاوز (اسپانیایی: Diego Cháves‎؛ زادهٔ ۱۴ فوریهٔ ۱۹۸۶) بازیکن فوتبال اهل اروگوئه است.

## باشگاهی
از باشگاه‌هایی که در آن بازی کرده‌است می‌توان به باشگاه فوتبال ناسیونال اروگوئه، شیکاگو فایر، باشگاه فوتبال مونته‌ویدئو واندررز، و باشگاه فوتبال کرتارو اشاره کرد.